# オリッサ州
オリッサ州（オリッサしゅう、オリヤー語: ଓଡ଼ିଶା、英語: Odisha、以前は英語: Orissa）は、インドの南東部にある州の一つ。州都はブバネーシュワル。人口は約4372万人（2014年）。公用語はオリヤー語。

## 呼称
2009年に現地語の英語での綴り（rendering）が旧名称英語: Orissaから変更され英語: Odishaとなった。現地語自体は変わらずオリヤー語: ଓଡ଼ିଶା[oˑɽisaˑ]であり、現地語からの音訳である日本語での呼称も変わらずオリッサ州である。

## 地理
インド東部に位置する。州東部に海岸線が広がりベンガル湾へと通じる。州の東部で西ベンガル州、南部でアーンドラ・プラデーシュ州、西部でチャッティースガル州、北部でジャールカンド州に面している。内陸には山地が広がっている。主要河川にマハーナディー川で、中東インド地方における主な川である。

## 歴史

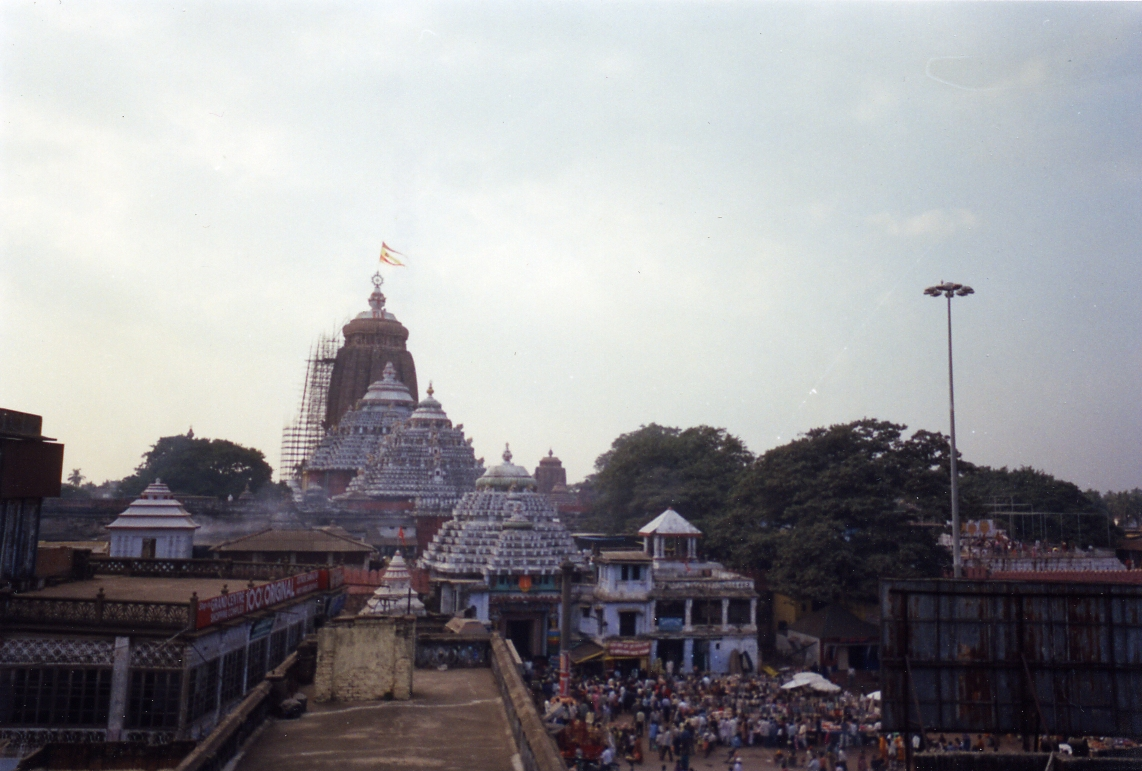
プリーの風景

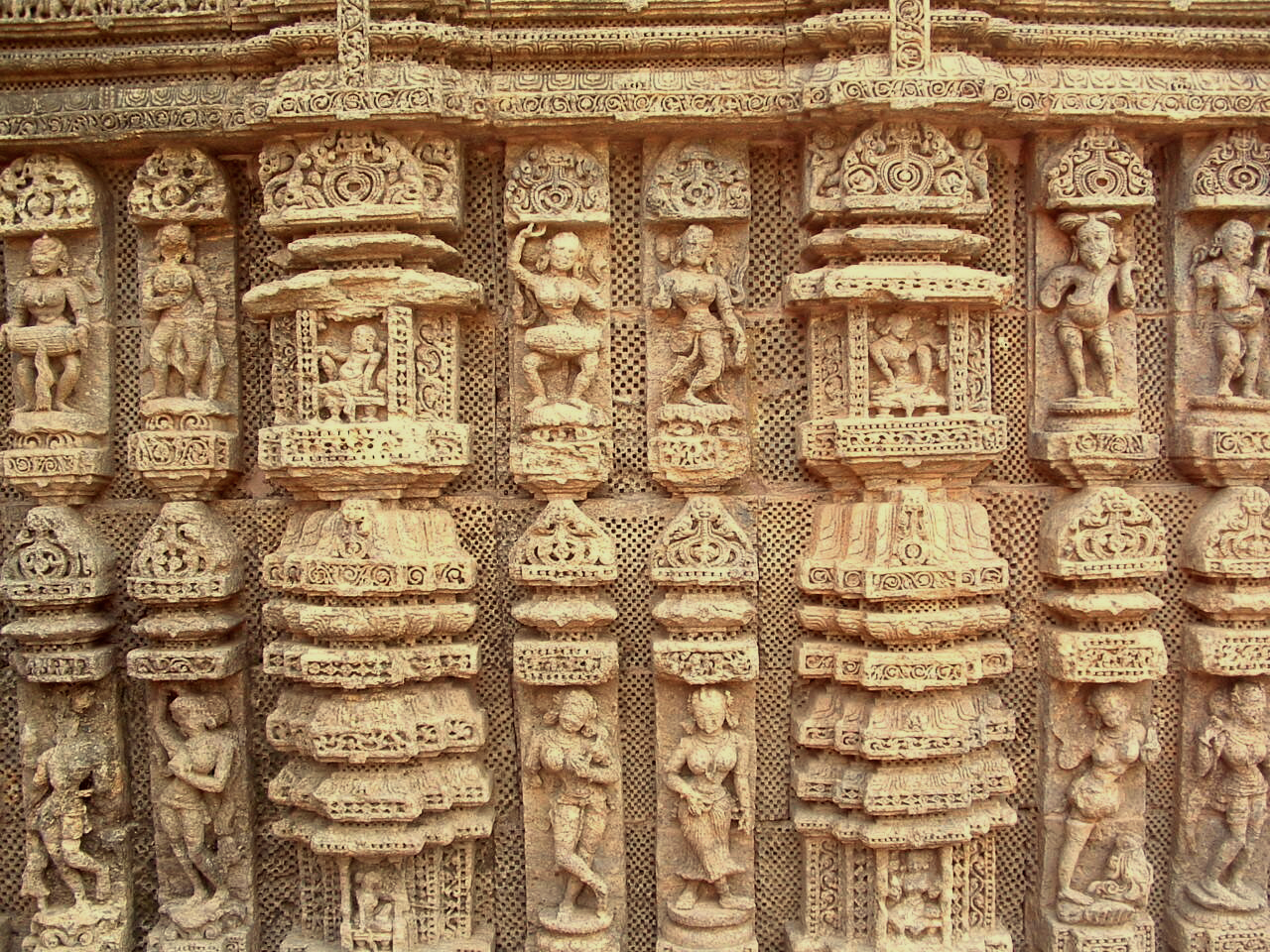
コナーラクの太陽神殿

オリッサの歴史はインドの有名な叙事詩であるマハーバーラタまでも遡り、この聖典では本地方にカリンガ国土着の民族が住んでいたと指摘されている。古代において、この地域にカリンガ国が栄えていた。紀元前3世紀にこの地に対して残酷な征服を敢行したのがマウリヤ朝のアショーカ王であったが、これを反省した同王は、これ以降ダルマ（法）に基づく統治を行ったとされる。そのため、アショーカ王の支配された地方として、また同王を仏教へ導いたカリンガ国で戦われたカリンガ合戦の記念として、オリッサ州の州都であるブバネーシュワル周辺では、数多くの仏教建造仏が今でものこされている。
マウリヤ朝が弱体化するとカリンガ国は独立し、紀元前2世紀にチェーティ朝が成立した。カーラヴェーラ王時代にはグレコ・バクトリア王国やサータヴァーハナ朝に対抗して大勢力を築いた。
その後は、インド北部と南部をつなぐ地域であるため、諸勢力の征服を受けた。5世紀末に成立した東ガンガ朝のもとで独自の文化が形成され、オリッサ文化が栄えた。
1434年、カピレーンドラが東ガンガ朝に代わりガジャパティ朝を創始し、ベンガル、デカン、南インドに進撃し、この王朝は栄えた。
しかし、16世紀後半オリッサはムガル帝国の支配下に置かれることとなり、19世紀初頭からはイギリスの統治下におかれた。
1856年、オリッサ州都カタックから北西に100キロメートルほどの都市のタルチール炭田で、イギリス地質調査局のブランフォード兄弟が石炭だけでなく、それが堆積している前が氷河時代だったことを発見した。
1905年に出されたベンガル分割令で、州の一部は西ベンガル州に組み込まれたが、分割令の廃止にともない再編され、1912年にビハール州と合併した。1936年に再び単独の州となり、州都はカタック（Cuttack）に置かれた。第二次世界大戦後、山岳地帯にあったいくつかの藩王国と合併し、1956年には州都をブヴァネーシュヴァル（Bhubaneswar）に遷都した。
1999年、オリッサ・サイクロンが上陸。
2013年10月12日、大型のサイクロン・ファイリンが上陸。

## 政治
州政府は、治安、警察、刑務所、地方自治体、公衆衛生などの権限を有している。州政府の名目的な長は、大統領によって任命される州知事であるが、あくまで象徴的な存在であり、実質的には州首相が行政権限を持っている。インド憲法では、州首相の具体的な選任要件は定められていないが、通常は州議会で多数を占める政党または政党連合の代表が任命されている。

### 州議会

州議会の政党別議席数

一院制の議会をもち、147名の議員によって構成される。議員の任期は5年だが、解散があった場合には任期満了前に選挙が実施される。
2024年6月4日に開票が行われた州議会選挙の結果は以下の通りとなる。
- インド人民党（BJD) - 79議席
- ビジュ・ジャナタ・ダル（BJD） - 51議席
- インド国民会議派（INC) - 14議席
- インド共産党マルクス主義派（CPI-M） - 1議席
- 無所属 - 2議席

### 州首相
| 氏名                               | 在任期間                        | 党派 | 党派                   |
| ---------------------------------- | ------------------------------- | ---- | ---------------------- |
| Harekrushna Mahatab                | 1950年1月26日 - 1950年5月12日   |      | インド国民会議         |
| Nabakrushna Choudhuri              | 1950年5月12日 - 1956年10月19日  |      | インド国民会議         |
| ビジュ・パトナーヤク               | 1956年10月19日 - 1961年2月25日  |      | インド国民会議         |
| 空席（大統領統治）                 | 1961年2月25日 - 1961年6月23日   |      |                        |
| ビジュ・パトナーヤク               | 1961年6月23日 - 1963年10月2日   |      | インド国民会議         |
| ビレン・ミトラ                     | 1963年10月2日 - 1965年2月21日   |      | インド国民会議         |
| Sadasiba Tripathy                  | 1965年2月21日 - 1967年3月8日    |      | インド国民会議         |
| ラジェンドラ・ナラヤン・シン・デオ | 1967年3月8日 - 1971年1月9日     |      | スワタントラ党         |
| 空席（大統領統治）                 | 1971年1月11日 - 1971年4月3日    |      |                        |
| Bishwanath Das                     | 1971年4月3日 - 1972年6月14日    |      | 無所属                 |
| Nandini Satpathy                   | 1972年6月14日 - 1973年3月3日    |      | インド国民会議         |
| 空席（大統領統治）                 | 1973年3月3日 - 1974年3月6日     |      |                        |
| Nandini Satpathy                   | 1974年3月6日 - 1976年12月16日   |      | インド国民会議         |
| 空席（大統領統治）                 | 1976年12月16日 - 1976年12月29日 |      |                        |
| Binayak Acharya                    | 1976年12月29日 - 1977年4月30日  |      | インド国民会議         |
| 空席（大統領統治）                 | 1977年4月30日 - 1977年6月26日   |      |                        |
| Nilamani Routray                   | 1977年6月26日 - 1980年2月17日   |      | ジャナタ党             |
| 空席（大統領統治）                 | 1980年2月17日 - 1980年6月9日    |      |                        |
| Janaki Ballabh Patnaik             | 1980年6月9日 - 1989年12月7日    |      | インド国民会議         |
| Hemananda Biswal                   | 1989年12月17日 - 1990年3月5日   |      | インド国民会議         |
| ビジュ・パトナーヤク               | 1990年3月5日 - 1995年3月15日    |      | ジャナタ・ダル         |
| Janaki Ballabh Patnaik             | 1995年3月15日 - 1999年2月17日   |      | インド国民会議         |
| Giridhar Gamang                    | 1999年2月17日 - 1999年12月6日   |      | インド国民会議         |
| Hemananda Biswal                   | 1999年12月6日 - 2000年3月5日    |      | インド国民会議         |
| ナヴィーン・パトナーヤク           | 2000年3月5日 - 2024年6月12日    |      | ビジュ・ジャナタ・ダル |
| モハン・チャラン・マジ             | 2024年6月12日 - （現職）        |      | インド人民党           |

## 経済
かつてはサイクロンなどの自然災害にさらされ、貧困地域として見向きもされない状況にあった。
しかし、鉄鉱石を初めクロムや石炭などの鉱物資源が豊富に存在することが判明するやいなや、アルセロール・ミッタルや韓国最大の製鉄会社であるポスコなど大手製鉄企業が進出してきた。製鉄企業は100億ドル規模の投資を行い、製鉄所などの建設を進めている。鉱物資源に関連する産業の急速な発展に伴い、過去10年にわたって平均的GDP成長はおよそ8～9％は保たれている。
ただし、この開発活動には問題も発生している。鉱区には先住民が住んでいるケースが多いが、企業や行政府は経済活動を優先し、強硬な立ち退きなどの措置を執っている。立ち退きの課程では先住民の死亡といった事態も起こっている。
なお、オリッサ州はインドでは珍しく、州政府の電力政策の改正によって地方などを含む電力供給が安定している。

## 行政区分
1. アヌグル県（英語版） (Angul District)
2. バランギル県（英語版） (Balangir District)
3. バーレーシュワル県（英語版） (Baleshwar District)
4. バルガル県（英語版） (Bargarh District)
5. バウド県（英語版） (Baudh District)
6. バドラク県（英語版） (Bhadrak District)
7. カタック県（英語版） (Cuttack District) - カタク
8. デバガル県（英語版） (Debagarh District)
9. デンカナル県（英語版） (Dhenkanal District)
10. ガジャパティ県（英語版） (Gajapati District)
11. ガンジャム県（英語版） (Ganjam District) - アスカ
12. ジャガティンガプル県（英語版） (Jagatsinghpur District)
13. ジャジャプル県（英語版） (Jajapur District)
14. ジャルスグダ県（英語版） (Jharsuguda District)
15. カラハンディ県（英語版） (Kalahandi District)
16. カンダマル県（英語版） (Kandhamal District)
17. ケンドラパラ県（英語版） (Kendrapara District)
18. ケーンドゥジャル県（英語版） (Keonjhar District)
19. コルダ県（英語版） (Khordha District) - ブヴァネーシュヴァル
20. コラプト県（英語版） (Koraput District)
21. マルカンギリ県（英語版） (Malkangiri District)
22. マユールバンジ県（英語版） (Mayurbhanj District)
23. ナバランガプル県（英語版） (Nabarangapur District)
24. ナヤガル県（英語版） (Nayagarh District)
25. ナウパダ県（英語版） (Nuapada District)
26. プリー県（英語版） (Puri District) - プリー、コナーラク
27. ラヤガダ県（英語版） (Rayagada District)
28. サンバルプル県（英語版） (Sambalpur District) - サンバルプル
29. ソナプル県（英語版） (Sonepur District)
30. スンダルガル県（英語版） (Sundargarh District)

### 主要都市
- プリー - ベンガル湾に面する都市。インド四大聖地の一つ。ジャガンナート寺院（英語版）が有名。
- コナーラク - 玄武岩で作られた太陽神殿（スーリヤ・マンディル）が有名。
- カタク - ブバネーシュワール以前の都として栄えた古都。オリッサ州における銀製品、真鍮製品、シルク製品、綿製品、宝石等取引の中心地。
- サンバルプル - オリッサ一の大河、マハーナディー川沿いに発展した西オリッサ地方の中心都市。サンバルプリー方言が話される。特産物として絣が有名。
- アスカ - アジア初の製糖工場が設立された街。製糖業が盛んであり、「砂糖の街」の愛称がある。

## 主要な出身者
- スバス・チャンドラ・ボース

インドにおける民族的英雄。日本と結んでインド独立を実現しようとした。ただし民族的出自はベンガル人である。
- ドラウパディ・ムルム

第15代大統領。

## オリッサ州を舞台にした作品
- 怪魚ウモッカ格闘記：高野秀行、2007年、集英社文庫